# Джессіка Волш
Джессіка Волш — американська артдиректорка, дизайнерка та викладачка. Засновниця і креативна директоркою агенції &Walsh у Нью-Йорку.

## Біографія
Джессіка Волш народилася у Нью-Йорку. Вже з дитинства цікавилася мистецтвом і дизайном. Здобула ступінь у галузі графічного дизайну в Род-Айлендській школі дизайну.
Мисткиня відверто висвітлює свої психологічні проблеми, теми самопізнання часто присутні в її творчості.

## Кар'єра
Кар'єру розпочала в компанії Apple Inc., але стала відомою завдяки роботі в агенції Sagmeister & Walsh, де вона працювала разом з відомим дизайнером Стефаном Загмайстером. У 2019 році Волш заснувала власну агенцію &Walsh, ставши однією з небагатьох жінок-власниць креативної агенції.
Роботи Джессіки Волш здобули визнання у всьому світі. Вона отримала численні нагороди, а також публікувалася у провідних виданнях з дизайну. Її стиль вирізняється яскравістю і провокативністю, часто ставлячи під сумнів суспільні норми.